# Rhamphomyia tuberifemur
Rhamphomyia tuberifemur är en tvåvingeart som beskrevs av Bartak 2004. Rhamphomyia tuberifemur ingår i släktet Rhamphomyia och familjen dansflugor. Inga underarter finns listade i Catalogue of Life.